# 韦尔特海姆
韦尔特海姆（德語：Wertheim，發音：[ˈveːɐ̯thaɪm] ⓘ）是德国巴登-符腾堡州斯图加特行政区美因-陶伯县的城市，面积138.63平方千米，2023年12月31日人口为23,319人。